# 이익잉여금
이익잉여금(利益剩餘金, economic surplus)은 기업의 영업활동이나 재무활동의 결과 축적된 이익으로 사내에 유보된 부분이다. 이익잉여금은 손익계산서와 재무상태표를 연결시키는 항목으로 수익과 비용의 집합인 손익계정에서 산출된 당기순이익은 이익잉여금을 증가시키고 당기순손실은 이익잉여금을 감소킨다.

## 종류
- 이익준비금
- 임의적립금: 사업확장적립금, 감채적립금, 배당평균적립금, 결손보존적립금 등 회사의 정관의 규정이나 주주총회의 결의에 의하여 적립하는 준비금
- 상법 이외의 법령에 의하여 적립되는 기타 법정적립금
- 차기이월이익잉여금 또는 차기이월결손금

## 같이 보기
- 이익잉여금처분계산서
- 한국회계기준원